# 김진주 (희극인)
김진주(金鎭珠, 1990년 12월 30일 ~ )는 대한민국의 희극인이다. 현재 유튜브 백마TV를 운영중이다.

## 출연작
- 웃찾사 (SBS)-2016
- 어쩌리파출소
- 졸탄의 어이없Show
- 섹션TV 연예통신-리포터(MBC)
- MCN예능 네이버TV '걸벤져스'- MC
- 뮤직 타임 락드림-MC (국방TV, 2018~)
- CJB(청주방송) 로그인코리아-MC (2017~)
- 네이버TV 국내최초 얼굴분석 토크쇼 방훈TV MC (2017~)
- OBS 용감한 보험 Talk쇼 <보.톡.쇼> 리포터 (2018~)
- 방울이tv 화이트홀스,왕진주(2021~)
- 급식왕 & 급식걸즈 깝숙이(2019~2020)

## 여담
2020년 6월 28일 유튜브 백마tv에서 유산균제 많이 먹어서 옷에 똥을 배출했다.